# Rovnanina
Rovnanina je způsob pružného opevnění používaný zejména ke stabilizaci břehů či dna vodních toků. Rovnanina se vytváří zpravidla z neopracovaného lomového kamene (ale může být tvořena i jiných materiálů jako jsou kusy betonu apod.), kdy jsou jednotlivé kusy kladeny těsně vedle sebe tak, aby byla zachována podélná i příčná vazba (podobně jako např. u zdiva).
Spáry mezi kusy kamene mohou být vyplněny štěrkem, zeminou (i s oživením travním semenem), případně mohou být ponechány bez výplně. V odůvodněných případech lze spáry kamenné rovnaniny vylít betonem, rovnanina pak ale ztrácí svou hlavní výhodu a tou je pružnost.
Hlavní výhody používání kamenné rovnaniny při úpravách vodních toků:
- pružnost konstrukce – opevnění je schopno do značné míry pružně reagovat na tvarové změny,
- prostupnost pro vodu – spárami mezi kameny rovnaniny může proudit voda, odpadá tím nutnost odvodnění opevněného svahu,
- ekologická šetrnost – rovnanina je zpravidla tvořena výhradně z přírodních materiálů, spáry mezi kameny poskytují úkryty vodním organismům, vodní prostředí toku komunikuje s nivou (na rozdíl např. od kamenné dlažby do betonu),
- estetický vzhled – v závislosti na řemeslné úrovni lze dosáhnout esteticky hodnotného vzhledu.

Za nevýhody lze označit:
- vysoké požadavky na řemeslnou zručnost dělníků, u velkých balvanů nutno mít zkušeného strojníka,
- pružnost a z toho vyplývající pohyby konstrukce po průchodu velkých vod.